# Hungarian International 2004
Die Hungarian International 2004 im Badminton fanden vom 28. bis zum 31. Oktober 2004 in Budapest statt. Es war die 29. Auflage dieser internationalen Meisterschaften von Ungarn. Das Preisgeld betrug 2.500 US-Dollar. Der Referee war Marcel Pierloot aus Belgien.

## Austragungsort
- BME MAFC Gabányi László Sportshall, Hauszmann Alajos u. 10 (XI. Distrikt)

## Sieger und Platzierte
| Disziplin    | Gold                       | Silber                         | Bronze                             |
| ------------ | -------------------------- | ------------------------------ | ---------------------------------- |
| Herreneinzel | Bobby Milroy               | Leonard Holvy de Pauw          | Evgenij Isakov                     |
| Herreneinzel | Bobby Milroy               | Leonard Holvy de Pauw          | Nathan Rice                        |
| Dameneinzel  | Petya Nedelcheva           | Maja Tvrdy                     | Anna Rice                          |
| Dameneinzel  | Petya Nedelcheva           | Maja Tvrdy                     | Agnese Allegrini                   |
| Herrendoppel | Sergey Ivlev Nikolai Sujew | Matthew Hughes Martyn Lewis    | Jürgen Koch Peter Zauner           |
| Herrendoppel | Sergey Ivlev Nikolai Sujew | Matthew Hughes Martyn Lewis    | Kien Ling Chong Ong Ewe Hock       |
| Damendoppel  | Chor Hooi Yee Lim Pek Siah | Agnese Allegrini Hui Ding      | Miriam Gruber Claudia Mayer        |
| Damendoppel  | Chor Hooi Yee Lim Pek Siah | Agnese Allegrini Hui Ding      | Larisa Griga Elena Prus            |
| Mixed        | Ong Ewe Hock Lim Pek Siah  | Nikolai Sujew Marina Yakusheva | Vladimir Metodiev Petya Nedelcheva |
| Mixed        | Ong Ewe Hock Lim Pek Siah  | Nikolai Sujew Marina Yakusheva | Valeriy Atrashchenkov Elena Prus   |

## Finalergebnisse
| Disziplin    | Sieger                     | Finalist                       | Ergebnis       |
| ------------ | -------------------------- | ------------------------------ | -------------- |
| Herreneinzel | Bobby Milroy               | Leonard Holvy de Pauw          | 17-15 15-13    |
| Dameneinzel  | Petya Nedelcheva           | Maja Tvrdy                     | 11-1 11-6      |
| Herrendoppel | Nikolai Sujew Sergei Iwlew | Matthew Hughes Martyn Lewis    | 15-3 15-2      |
| Damendoppel  | Lim Pek Siah Chor Hooi Yee | Agnese Allegrini Hui Ding      | 15-4 15-3      |
| Mixed        | Ong Ewe Hock Lim Pek Siah  | Nikolai Sujew Marina Yakusheva | 5-15 15-9 15-5 |

## Referenzen
- http://badminton.de/04-05-EBU-Circuit.183.0.html